# 矢神村
矢神村（やがみそん）は、岡山県阿哲郡にあった村である。旧矢田村と旧上神代村が合併して、矢田の「矢」と上神代の「神」とを合わせて矢神村となった。

## 歴史
昭和の大合併の際に野馳村と合併して哲西町になった。阿哲郡は阿賀郡と哲多郡が一緒になったもので、その哲多の西部に位置するところから、哲西の名称となった。この時から中学校が哲西中学校に統一され、矢神小学校と野馳小学校の2小学校1中学校制となった。
矢神村は旧備中松山藩、野馳村はかつて幕府の直轄地としての歴史を持つ。上神代村とかつて一緒だった下神代村は同じく昭和の大合併の際に、北部の新郷（にいざと）村と合併し、「神」と「郷」を合わせて神郷（しんごう）町と名付けられた。そののち平成の大合併により、新見市と旧阿哲郡の哲西町、神郷町、哲多町、大佐町が新・新見市となった。これにより阿哲郡は消滅した。初代の市長は旧新見市長の石垣正夫である（2016年11月死去）。その後任には矢田の元市議会議長池田一二三が就任した。
- 1889年（明治22年）6月1日 - 町村制施行により、哲多郡上神代村と矢田村が合併して矢神村発足。
- 1900年（明治23年）4月1日 - 郡制の施行により、哲多郡と阿賀郡の一部が阿哲郡となり、当村は阿哲郡の所属となる。
- 1955年（昭和30年）4月1日 - 野馳村と合併して哲西町が発足。同時に矢神村が廃止される。

## 名所・名産品
名所旧跡として、矢田の石仏、牛若丸と同道したことで歴史に名が残る金売り吉次の生家跡、矢神駅構内にあって県内でも3本しかないと言われる緑色の花が咲く「御衣黄」、羽場左馬之介頼房が城主であった武坂城跡（月見城）などがある。
名産品としては哲西栗がある。この栗の普及に貢献した羽場鶴三（羽場左馬之介頼房の子孫）が最後の村長である。鶴三は中国栗を日本栗との接ぎ木により栽培に成功し、この地域に広めた。その栗を使った焼酎は、「鶴ぞう」という名前で、地元の三光正宗で製造販売されている。